# Guido Vianello
Guido Vianello, noto anche con lo pseudonimo di The Gladiator (Roma, 9 maggio 1994), è un pugile italiano.
Nel giugno 2016 vince il torneo mondiale di qualificazione olimpica dei pesi supermassimi, conquistando l'accesso ai Giochi olimpici di Rio de Janeiro, succedendo nelle presenze ai Giochi olimpici a Roberto Cammarelle che ha abbandonato il pugilato ad aprile 2016. Diventa professionista nel 2018 entrando nel circuito della Top Rank Boxing. 

## Biografia
Nasce da una famiglia romana che si dedica ad altri sport; suo padre Fabrizio, presidente del circolo "Tennis Team Vianello", è un allenatore di tennis, così Guido cresce con la racchetta in mano come suo fratello Giacomo e sua sorella Elena. Anche sua madre Chiara Franza collabora nell'attività sportiva del circolo.

## Carriera
Nel 2008 entra per la prima volta in una palestra di pugilato, la team Boxe Roma XI, da qui il suo colpo di fulmine per questo sport, poi la sua gavetta prosegue nella palestra Phoenix GYM di Pomezia.
Dal 2013 al 2016 fa parte del Gruppo Sportivo Forestale, la squadra sportiva del Corpo forestale dello Stato, dal 1º gennaio 2017 con l'accorpamento con l'Arma dei Carabinieri è entrato a far parte della sezione pugilistica del Centro Sportivo Carabinieri.
Vince il Campionato italiano juniores arrivando primo a Catania nel 2010. L'anno successivo nel 2011 è vicecampione italiano youth e nel 2012 è campione italiano youth sempre a Catania. Nello stesso anno vince il torneo internazionale youth in Ucraina.
Nel 2013 è campione italiano negli assoluti a Galliate mentre nel luglio 2014 è vincitore del Guanto d'oro a Bergamo; ad agosto partecipa ai campionati dell'Unione europea élite di boxe a Sofia, conquistando la medaglia d'argento, e al torneo internazionale di Ústí nad Labem conquistando anche qui l'argento.
Nel 2015 è protagonista nella prestigiosa squadra Thunder, impegnata nelle World Series of Boxing e nel 2016 è medaglia d'argento al torneo internazionale di Ústí nad Labem.
Nello stesso anno partecipa al torneo di qualificazione olimpica di Samsun dove viene battuto dal campione mondiale; vince invece il torneo di qualificazione olimpica di Baku, entrando a far parte della rappresentativa italiana ai Giochi olimpici di Rio de Janeiro.
Nel 2017 partecipa al campionato mondiale di Boxe che si svolge ad Amburgo dove esce ai quarti di finali contro l'atleta Russo.
Nel 2018 è ancora protagonista della prestigiosa squadra Italia Thunder nel torneo di qualificazione a squadre.

### Debutto da professionista: Vianello VS Lyons
Nel Novembre 2018 diventa pugile professionista con la Top Rank Boxing del promoter Bob Arum. L'8 dicembre 2018 sostiene il suo primo incontro da professionista al Madison Square Garden di New York contro il pugile del Kentucky Luke Lyons, che batte per KO alla seconda ripresa.

### 2019
Nel 2019 disputa ben 5 incontri, vincendoli tutti per KO o TKO, e porta il proprio record personale a 6-0

### Vianello VS Haynesworth
Dopo il lockdown internazionale, dovuto alla pandemia di Covid-19, fu il primo pugile italiano a risalire sul ring il 9 giugno 2020 contro lo statunitense Don Haynesworth presso l'MGM di Las Vegas. L'incontro è durato molto poco, infatti Vianello ha mandato KO l'avversario dopo un paio di minuti portando così a 7 le sue vittorie consecutive da professionista, tutte per KO.

### Vianello VS Ibeh
In assenza di affaticamento dal match precedente c'è stato modo di organizzare un nuovo incontro per il gladiatore nel giro di poche settimane, era previsto infatti che incontrare il pugile Danny Kelly sempre a Las Vegas il 21 Luglio del 2020, ma lo stesso Kelly si è ritirato pochi giorni prima dell'incontro costringendo la Top Rank Boxing a trovare il nigeriano Kingsley Ibeh come sostituto dell'ultimo momento.  Purtroppo anche questo incontro non ebbe luogo in quanto il pugile nigeriano risultò positivo al Coronavirus Covid-19, dovendo così rimandare l'incontro. 
L'incontro tra Guido Vianello e Kingsley Ibeh fu rimandato di pochi mesi, per la precisione il 3 Ottobre 2020 si sono incontrati sempre nella Bolla dell'MGM di Las Vegas per 6 Round previsti. L'esito non fu dei migliori per il pugile italiano che si è dovuto accontentare di un pareggio al termine delle sei riprese, un risultato mediocre considerando la striscia di 7 vittore consecutive tutte per KO che precedevano questo incontro.

### Vianello VS Williams
Era previsto il ritorno sul ring di Guido il 19 Giugno 2021 (dopo diversi rinvii e cambi di avversario) contro l'avversario Dante Stone, nella card che aveva come Main Event l'incontro titolato tra Naoya Inoue VS Michael Dasmariñas presso il Virgin Hotels di Las Vegas, ma purtroppo l'avversario di Vianello si è ritirato all'ultimo, non presentandosi al peso. In ogni caso il ritorno sul ring è stato rimandato di una settimana, il 26 di Giugno, mantenendo la stessa location, dopo aver trovato un nuovo avversario Marlon Williams. L'incontro, previsto sui 4 round, è stato inserito nella card dove spicca il ritorno di Vasyl Lomachenko (dopo aver perso tutti i suoi titoli contro Teófimo López), contro il giapponese Nakatani, e ha visto Vianello vincere nettamente con l'abbandono dell'avversario tra il primo e il secondo round, dopo che Williams era andato al tappeto ben tre volte nel primissimo round.

### Vianello VS McFarlane
Il 28 Ottobre 2022 combatte, per la prima volta da pugile professionista, in Italia, a Roma, contro lo scozzese Jay McFarlane. L'incontro termina ai punti, dove Guido si impone per decisione unanime.

### Vianello vs Rice
Nel 2023 e 2024 Vianello continua la sua carriera professionistica affrontando avversari di alto livello. Il 14 gennaio 2023 subisce la sua prima sconfitta da professionista contro Jonathan Rice per TKO al settimo round. Durante il match, Vianello ha riportato una profonda ferita sul sopracciglio sinistro, inizialmente attribuita dall'arbitro a una testata accidentale. Tuttavia, dopo aver rivisto il replay, l'arbitro ha stabilito che la lesione era stata causata da un colpo regolare di Rice, decretando così la fine dell'incontro per KO tecnico. Grande peccato per Vianello, infatti si trovava avanti per tutti e tre i giudici stando ai cartellini: due lo davano in vantaggio 59-55, il terzo 58-56.

### Vianello VS Harper
Il 14 ottobre 2023, presso il Fort Bend Epicenter di Rosenberg, Texas, Guido Vianello è tornato sul ring dopo la sconfitta subita contro Jonathan Rice. In questa occasione, ha affrontato il veterano statunitense Curtis Harper in un match programmato su otto riprese. Vianello ha dominato l'incontro, ottenendo una vittoria per decisione unanime con punteggi di 80-72, 79-73 e 79-73 a suo favore. Questo successo ha segnato un importante passo avanti nella carriera del pugile romano, permettendogli di riprendere slancio dopo la precedente battuta d'arresto. 

### Vianello VS Johnson
Il 16 febbraio 2024, sul prestigioso ring del Madison Square Garden di New York, Guido Vianello ha affrontato lo statunitense Moses Johnson. Il pugile romano ha dominato l'incontro fin dall'inizio, mettendo al tappeto Johnson per cinque volte nel corso del primo round. Dopo la quinta caduta, l'arbitro ha interrotto il match, decretando la vittoria di Vianello per KO tecnico alla prima ripresa. Questo successo ha rappresentato un significativo passo avanti nella carriera di Vianello, consolidando la sua posizione nella categoria dei pesi massimi.

### Vianello VS Ajagba
Il 13 aprile 2024, all'American Bank Center di Corpus Christi, Texas, Guido Vianello ha affrontato il nigeriano Efe Ajagba in un match valido per il titolo WBC Silver dei pesi massimi. L'incontro è stato estremamente equilibrato e combattuto su dieci riprese. Nonostante Vianello abbia avuto un inizio forte, mettendo in difficoltà Ajagba nelle prime fasi del match, il verdetto finale è stato una sconfitta per decisione non unanime (split decision), con due giudici a favore di Ajagba (96-94) e uno a favore di Vianello (96-94). Questo risultato ha rappresentato una battuta d'arresto nella carriera del pugile romano, ma la sua prestazione ha dimostrato la capacità di competere ad alti livelli nella categoria dei pesi massimi. Il verdetto è stato oggetto di discussione: alcuni osservatori hanno ritenuto che Vianello avesse disputato un match perfetto, mettendo a segno l'azione più significativa dell'incontro e meritando la vittoria.

### Vianello VS Makhmudov
Il 17 agosto 2024, al Centre Vidéotron di Québec City, Guido Vianello ha affrontato il russo Arslanbek Makhmudov, all'epoca 14º nella classifica mondiale dei pesi massimi secondo il WBC. Questo incontro rappresentava una sfida impegnativa nella carriera del pugile romano. Vianello ha dominato il match, costringendo l'arbitro a interrompere l'incontro all'ottava ripresa a causa di un significativo gonfiore all'occhio sinistro di Makhmudov, decretando così la vittoria per KO tecnico. Questo trionfo ha consolidato la posizione di Vianello tra i migliori pesi massimi a livello internazionale.

### Vianello VS Torrez Jr.
Il 5 aprile 2025, al Pearl Concert Theater del Palms Casino Resort di Las Vegas, Guido Vianello ha affrontato lo statunitense Richard Torrez Jr. in un incontro di 10 riprese nella categoria dei pesi massimi. Torrez, medaglia d'argento alle Olimpiadi di Tokyo 2020, vantava un record professionistico imbattuto di 12 vittorie, di cui 11 per KO. Il 30 marzo, in un'intervista per promuovere l'incontro, Torrez Jr ha dichiarato che secondo lui l'incontro da Vianello e Ajagba era a favore dell'italiano: "Penso che Guido sia un grande pugile. È un collega olimpionico. È alto, ha un buon allungo e viene per combattere. [...] Onestamente, penso che abbia vinto quel combattimento [contro Ajagba]". Questo match che poteva rappresentare una significativa opportunità per Vianello di consolidare la sua posizione tra i migliori pesi massimi a livello internazionale, viene perso per Decisione Unanime a favore di Torrez Jr che ha dominato l'incontro con la sua boxe aggressiva contro un Vianello spento e poco incisivo. 

## Risultati nel Pugilato
| No. | Risultato | Record | Avversario          | Round  | Metodo | Data              | Luogo                                                         | Note                                      |
| --- | --------- | ------ | ------------------- | ------ | ------ | ----------------- | ------------------------------------------------------------- | ----------------------------------------- |
| 17  | Sconfitta | 13-3-1 | Richard Torrez Jr   | 10     | UD     | 5 Aprile 2025     | Pearl Concert Theater, Palms Casino Resort, Las Vegas         |                                           |
| 16  | Vittoria  | 13-2-1 | Arslanbek Makhmudov | 8 (10) | TKO    | 17 Agosto 2024    | Videotron Centre, Quebec City                                 |                                           |
| 15  | Sconfitta | 12-2-1 | Efe Ajagba          | 10     | SD     | 13 Aprile 2024    | American Bank Center, Corpus Christi, Texas                   | Per il titolo dei pesi massimi WBC Silver |
| 14  | Vittoria  | 12-1-1 | Moses johnson       | 1 (8)  | TKO    | 16 Febbraio 2024  | The Theater at Madison Square Garden, New York City, New York |                                           |
| 13  | Vittoria  | 11-1-1 | Curtis Harper       | 8      | UD     | 14 Ottobre 2023   | Fort Bend Epicenter, Rosenberg, Texas                         |                                           |
| 12  | Sconfitta | 10-1-1 | Jonathan Rice       | 7 (10) | TKO    | 14 Gennaio 2023   | Turning Stone Resort Casino, Verona, New York                 |                                           |
| 11  | Vittoria  | 10-0-1 | Jay McFarlane       | 8      | UD     | 28 Ottobre 2022   | Atlantico, Roma                                               |                                           |
| 10  | Vittoria  | 9-0-1  | Rafael Rios         | 4 (8)  | TKO    | 23 Luglio 2022    | Grand Casino, Hinckley                                        |                                           |
| 9   | Vittoria  | 8-0-1  | Marlon Williams     | 2 (4)  | TKO    | 26 Giugno 2021    | Virgin Hotels, Las Vegas                                      |                                           |
| 8   | Pareggio  | 7-0-1  | Kingsley Ibeh       | 6 (6)  | MD     | 3 Ottobre 2020    | Las Vegas, Nevada                                             |                                           |
| 7   | Vittoria  | 7-0    | Don Haynesworth     | 1 (6)  | TKO    | 9 Giugno 2020     | Las Vegas, Nevada                                             |                                           |
| 6   | Vittoria  | 6-0    | Colby Madison       | 1 (6)  | KO     | 30 Novembre 2019  | Cosmopolitan, Las Vegas                                       |                                           |
| 5   | Vittoria  | 5-0    | Cassius Anderson    | 3 (4)  | TKO    | 14 Settembre 2019 | T-Mobile Arena, Las Vegas                                     |                                           |
| 4   | Vittoria  | 4-0    | Keenan Hickmon      | 2 (6)  | TKO    | 15 Giugno 2019    | MGM Grand, Las Vegas                                          |                                           |
| 3   | Vittoria  | 3-0    | Lawrence Gabriel    | 1 (6)  | KO     | 12 Aprile 2019    | Staples Center, Los Angeles                                   |                                           |
| 2   | Vittoria  | 2-0    | Andrew Satterfield  | 1 (6)  | KO     | 10 Febbraio 2019  | Steve Mart Arena, Fresno                                      |                                           |
| 1   | Vittoria  | 1-0    | Luke Lyons          | 2 (6)  | KO     | 8 Dicembre 2018   | Madison Square Garden, New York                               |                                           |